# Bürgermeister-Smidt-Denkmal
Das Bürgermeister-Smidt-Denkmal in Bremerhaven-Mitte, Theodor-Heuss-Platz, wurde 1888 aufgestellt.
Das Bauwerk steht seit 1978 unter Bremer Denkmalschutz.

## Geschichte
Das in der Dresdner Erzgießerei Pirner & Franz geschaffene überlebensgroße Bronzestandbild auf einem dreistufigen Sandsteinsockel und einem Podest aus rotem Marmor wurde 1888 als eine Arbeit des Leipziger Professors und Bildhauers Werner Stein (1855–1930) auf dem Marktplatz aufgestellt; überregional als herausragendes Beispiel stadtrepublikanischer Darstellung.

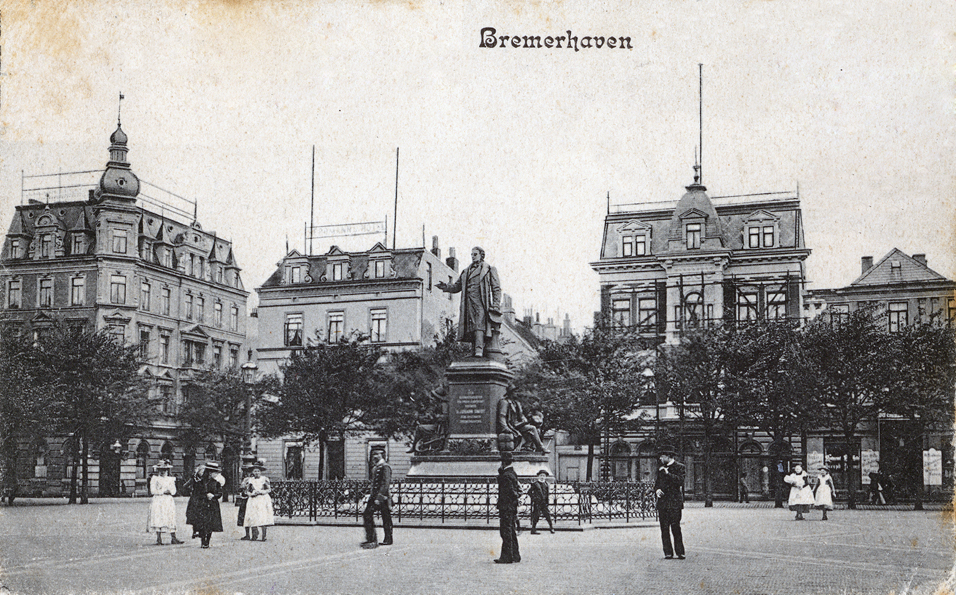
1908: Marktplatz und Denkmal

Johann Smidt (1773–1857) war einer der bedeutendsten bremischen Staatsmänner und zudem Theologe, Professor, ab 1800 Bremer Ratsherr, ab 1813 Senator, 1815 bremischer Gesandter in der Bundesversammlung und ab 1821 Bremer Bürgermeister. Er führte ab 1825 Verhandlungen mit dem Königreich Hannover und erwarb 1827 für Bremen rund 200 Morgen Land an der Geestemündung. Durch die zunehmende Versandung der Weser konnte Bremen nicht mehr durch größere Schiffe erreicht werden, und so gründete die Hansestadt die Hafen- und Seestadt Bremerhaven, um die Seehandelswege zu verbessern. Bremerhaven ehrte den Bürgermeister: Die von Smidt 1855 eingeweihte Große Kirche wurde später in Bürgermeister-Smidt-Gedächtniskirche umbenannt und die Leher Heerstraße 1864 in Bürgermeister-Smidt-Straße. Das Denkmal wurde 1888 eingeweiht.
Ein weiteres lebensgroßes Smidt-Denkmal aus Marmor von 1846 stand ab 1860 im Bremer Rathaus in der oberen Halle und steht seit 1913 im Neuen Rathauserweiterungsbau. Es stammt vom Bremer Bildhauer Carl Steinhäuser.

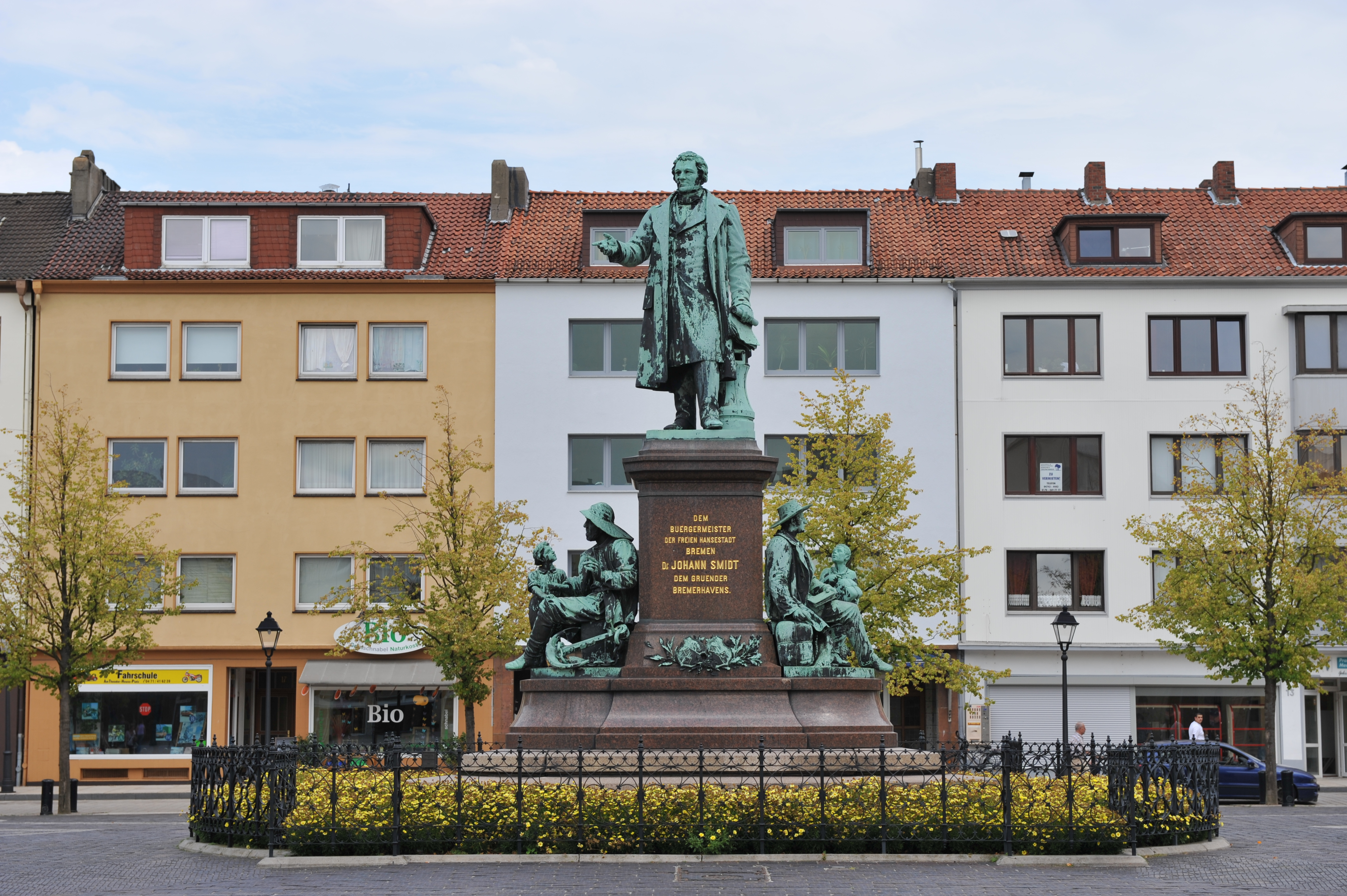
Theodor-Heuss-Platz und Denkmal
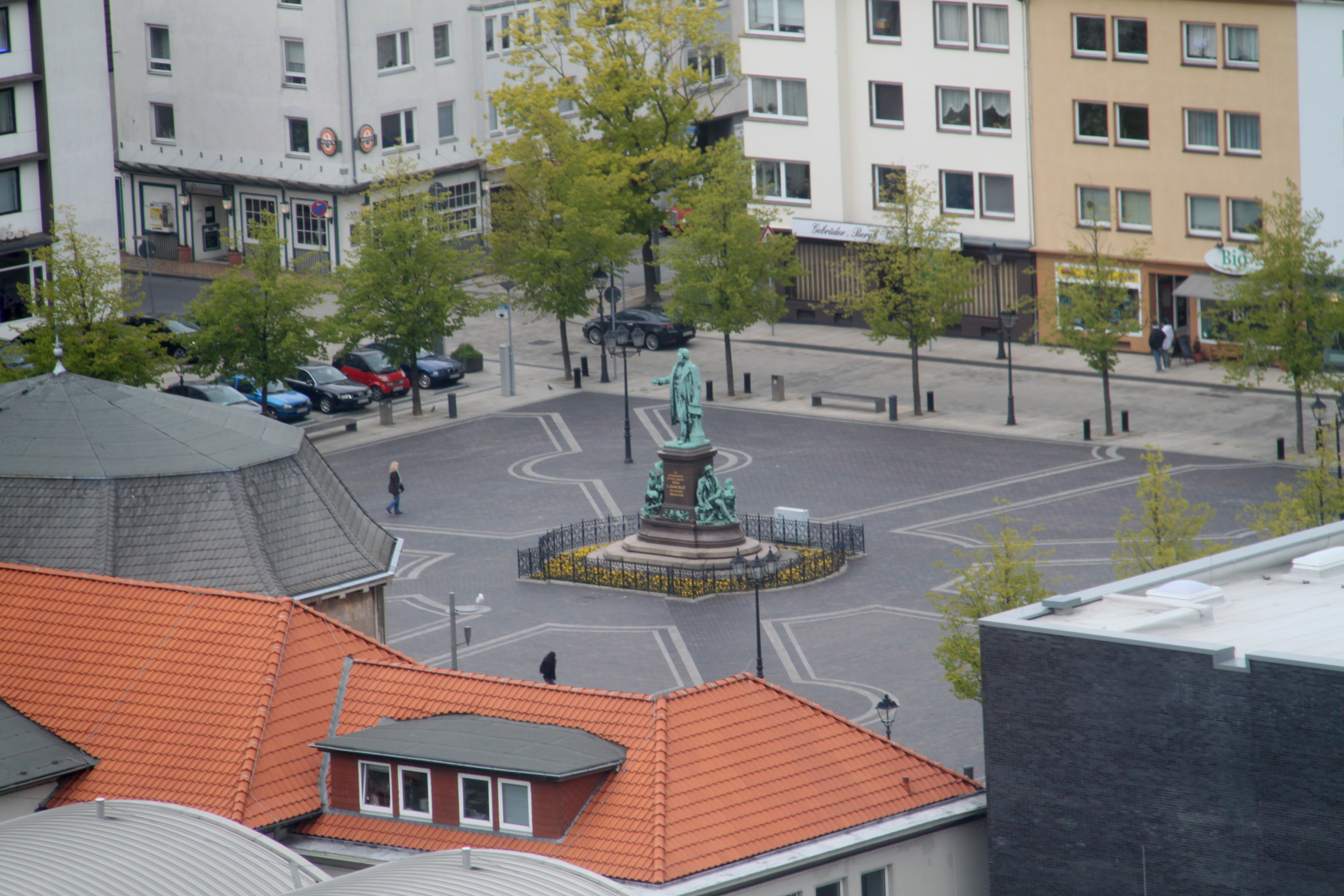
Theodor-Heuss-Platz